# Mokaszin
A mokaszin az amerikai őslakosok szarvas-, esetleg más puha bőrből készült, egészen könnyű lábbelije, mely viselőjének járását szinte hangtalanná teszi. A mokaszin talpa és felsőrésze egy darab bőrből áll, melyet felül varrnak össze – néha egy kisebb különálló bőrdarab beillesztésével. A talp puha és hajlékony, a felsőrész gyakran hímzéssel, gyönggyel díszített.
Az észak-amerikai indián törzsek tradicionális viselete, melyet azonban később vadászok, kereskedők és telepesek is viseltek. A mokaszinoknak sokféle fajtája létezik, a különböző törzsek egymástól kissé eltérő lábbeliket viseltek.

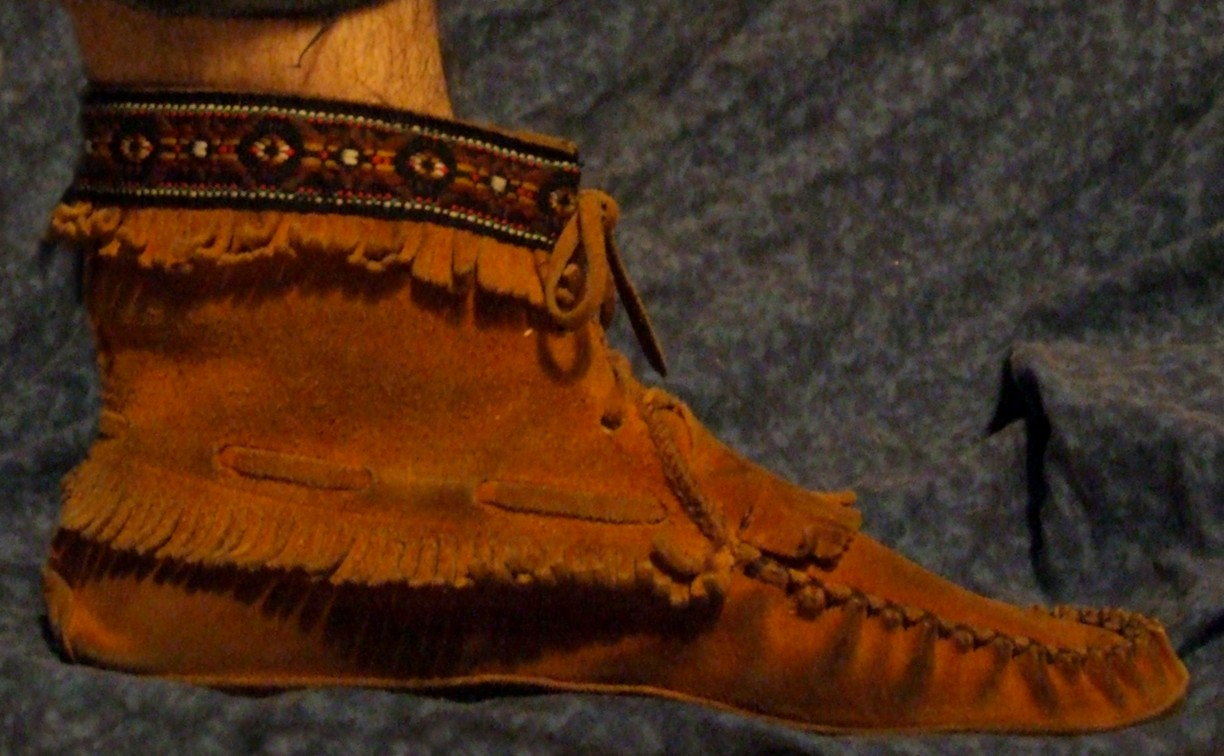
Puha talpú mokaszin

A mokaszin mindamellett, hogy védelmet nyújt a lábnak, azt is lehetővé teszi, hogy viselője járás közben talpával érezze a talaj felszínét. A köves, kaktuszokkal tarkított síkságokon élő indiánok a környezetnek jobban megfelelő kemény talpú mokaszint viseltek, a keleti területeken élő törzsek viszont puha talpút, mely tökéletes volt az erdők puha avarral borított talaján. 
Napjainkban a mokaszint az amerikai őslakosok leginkább a pow-wow (az észak amerikai indiánok nagy összejövetele) öltözet részeként viselik. A legelterjedtebb a síkvidéki mokaszin, a legtöbbjük részben vagy teljesen gyöngydíszítéses, mintájában az öltözék többi darabjához illeszkedő.
Új-Zélandon és Ausztráliában a birkanyírók is készítettek maguknak egyetlen darab birkabőrből szabott, irhával befelé fordított mokaszint, mely munka közben védte a lábukat, jól tapadt a fapadlón és magába szívta az izzadságot.